# 丁麟章
丁麟章（1907年—1945年6月），湖南省平汀县人。新四军将领。

## 生平
1930年，参加中国工农红军，担任红军平江警卫团一营副营长。抗日战争时期，任新四军第一支队司令部参谋，新四军第一支队一团三营营长，新四军第七师十九旅五十六团团长，新四军第六师十六旅四十六团政治委员。1945年，任新四军苏浙军区第一纵队第二支队政委，同年六月，孝丰战斗中阵亡。